# Poziom śmierci
Poziom śmierci (ang. Killing Floor) – debiutancka powieść brytyjskiego pisarza Lee Childa, wydana w 1997 r. Książka otrzymała nagrodę Anthony Award oraz Barry Award dla najlepszej pierwszej powieści. Jest to także pierwsza powieść cyklu z Jackiem Reacherem w roli głównego bohatera.

## Zarys fabuły
Jack Reacher po odejściu z wojska prowadzi tryb życia włóczęgi, poruszając się z miasta do miasta. W czasie jednej z takich podróży, pod wpływem impulsu wysiada wczesnym rankiem z autobusu i pieszo dociera do Margrave – fikcyjnego, małego miasteczka w stanie Georgia. Na miejscu ma zamiar poszukać śladów Blind Blake’a – zmarłego przed laty w tym miasteczku wybitnego bluesmana. W trakcie śniadania w jednym z lokalnych barów zostaje aresztowany i oskarżony o morderstwo. Po odczytaniu obowiązkowej formuły Mirandy zostaje przewieziony do miejskiej komendy i tam jest przesłuchiwany. W trakcie przesłuchania okazuje się, że policja jest w posiadaniu świadka, który widział Reachera niedaleko miejsca zbrodni w noc popełnienia morderstwa. Jack stara się udowodnić, iż nie było go jeszcze w miasteczku, kiedy popełniono zbrodnię. Ostatecznie, wraz z innym podejrzanym w tej sprawie, trafia na weekend do stanowego więzienia, gdzie ze strony więźniów ma miejsce próba zamachu na jego życie. Po dwóch dniach spędzonych w więziennej celi, z polecenia policji w Margrave zostają obaj uwolnieni. Po wyjściu z więzienia, Jack Reacher wraca do miasteczka i kiedy ma zamiar z niego wyjechać sprawy zaczynają się komplikować – zamordowany zostaje nie tylko brat Reachera – Joe, ale również szef tamtejszej policji. Poznanie zabójcy brata i żądza zemsty na oprawcy sprawiają, że Jack Reacher postanawia zostać w Margrave dłużej niż pierwotnie zamierzał. W trakcie rozwikłania zagadek z pozoru spokojne i senne miasteczko okazuje się centrum organizacji zajmującej się fałszowaniem pieniędzy na wielką, wielomiliardową skalę.

## Informacje wydawnicze
Pierwsze polskie wydanie Poziomu śmierci ukazało się w 2003 roku nakładem wydawnictwa ISA. W 2010 roku wydawnictwo Albatros wznowiło książkę pod tym samym tytułem, ze zmienioną okładką, w formacie kieszonkowym (pocket). W 2011 r. Albatros wydał Poziom śmierci w tradycyjnym formacie książkowym.
Książka ukazała się też w formie audiobooka opracowanego przez Audiotekę. Lektor: Kamil Pruban; czas trwania: 15 h 4'.
| Informacje wydawnicze | Wydanie I          | Wydanie II             | Wydanie III            | Wydanie IV             | Wydanie V              | Wydanie VI             |
| --------------------- | ------------------ | ---------------------- | ---------------------- | ---------------------- | ---------------------- | ---------------------- |
| Wydawnictwo           | ISA                | Albatros               | Albatros               | Albatros               | Albatros               | Albatros               |
| Tytuł                 | Poziom śmierci     | Poziom śmierci         | Poziom śmierci         | Poziom śmierci         | Poziom śmierci         | Poziom śmierci         |
| ISBN                  | ISBN 83-88916-72-6 | ISBN 978-83-7659-197-1 | ISBN 978-83-7659-792-8 | ISBN 978-83-7659-943-4 | ISBN 978-83-7985-636-7 | ISBN 978-83-7985-803-3 |
| Data wydania          | 2003               | 2010-10                | 2011-11                | 2013-02                | 2015-08                | 2016-02                |
| Liczba stron          | 414, [2]           | 454, [2]               | 454, [2]               | 454, [2]               | 464                    | 454                    |
| Oprawa                | miękka             | miękka                 | miękka                 | miękka                 | miękka                 | twarda                 |
| Wymiary [mm]          | 115 × 175          | 125 × 195              | 150 × 210              | bd.                    | bd.                    | 125 × 200              |